# سيد ناصر إسماعيل
سيد ناصر إسماعيل (بالملايوية: Syed Nasir Syed Ismail)‏ هو سياسي ماليزي، ولد في 7 مارس 1921، وتوفي في 1982 بسبب نوبة قلبية. انتخب Speaker of the Dewan Rakyat ‏ (1978 – 1982).